# كهف راجيد ستاف
كهف راجيد ستاف (بالإنجليزية: Ragged Staff Cave)‏ هو كهف يقع ضمن أقاليم ما وراء البحار البريطانية في منطقة جبل طارق التابعة للتاج البريطاني.